# Миткевич, Григорий Николаевич
Григорий Николаевич Миткевич (06.05.1923 — 18.10.1959) — советский военнослужащий, участник Великой Отечественной войны, полный кавалер ордена Славы, командир отделения 1230-го стрелкового полка, младший сержант.

## Биография
Родился 6 мая 1923 года в деревне Старые Двораниновичи Кировского района Могилёвской области. Белорус. Окончил 4 класса. С 1939 года работал на кирпичном заводе.
В Красной Армии с 1941 года. Попал в плен. Бежал к партизанам. С июля 1944 года вновь на фронте.
Пулемётчик 1230-го стрелкового полка красноармеец Миткевич 15 августа 1944 года у населённого пункта Воишин на левом берегу Вислы захватил шесть противников и подавил пулемёт противника, чем способствовал продвижению наших подразделений вперед. 26 августа 1944 года в бою севернее города Красник уничтожил 7 противников. Приказом по 370-й стрелковой дивизии № 066 от 5 октября 1944 года красноармеец Миткевич Григорий Николаевич награждён орденом Славы 3-й степени.
Младший сержант Миткевич в ночь на 6 февраля 1945 года в районе города Франкфурт-на-Одере во главе отделения форсировал реку Одер и в ходе боя за расширение плацдарма овладел высотой, огнём пулемёта прикрывал переправу подразделений полка. Его отделение уничтожило 2 пулемёта и свыше 25 вражеских солдат. Приказом по 69-й армии № 099 от 27 марта 1945 года младший сержант Миткевич награждён орденом Славы 2-й степени.
21 апреля 1945 года в бою у населённого пункта Вульков с группой из пяти бойцов уничтожил 18 противников и вынес раненого командира взвода из-под огня. 23 апреля 1945 года в районе населённого пункта Треплин заменил командира и силами взвода отразил 3 контратаки врага.
Указом Президиума Верховного Совета СССР от 31 мая 1945 года за мужество, отвагу и героизм, , младший сержант Миткевич Григорий Николаевич награждён орденом Славы 1-й степени.
В 1947 году старшина Миткевич демобилизован. Вернулся на родину. Работал на машинно-транспортной станции. Умер 18 октября 1959 года.
Награждён орденами Славы 1-й, 2-й и 3-й степени, медалями.